# Джемисон, Бад
Бад Джемисон (англ. Bud Jamison, Уильям Эдвард Джемисон; 15 февраля 1894, Вальехо, Калифорния, США — 30 сентября 1944, Голливуд, Калифорния, США) — американский актёр.
В период с 1915 года по 1944 год вышло 464 фильма с его участием. Снимался у Чарли Чаплина с 1915 по 1916 год, сыграв почти во всех его комедиях, выпущенных на студии «Essanay», и в одном его фильме студии «Mutual Film Corporation». В 1918 году ненадолго возобновил сотрудничество с Чаплином, снявшись в его картине «Собачья жизнь». Снимался также с Гарольдом Ллойдом.
Похоронен на кладбище Инглвуд-Парк.

## Избранная фильмография
| Год  |   | Русское название                         | Оригинальное название             | Роль                                    |
| ---- | - | ---------------------------------------- | --------------------------------- | --------------------------------------- |
| 1915 | ф | Ночь напролёт                            | A Night Out                       | метрдотель                              |
| 1915 | ф | Чемпион                                  | The Champion                      | Боб Апперкот, чемпион                   |
| 1915 | ф | В парке                                  | In the Park                       | кавалер бонны                           |
| 1915 | ф | Бегство в автомобиле                     | A Jitney Elopement                | громила-полицейский                     |
| 1915 | ф | Бродяга                                  | The Tramp                         | третий грабитель                        |
| 1915 | ф | У моря                                   | By the Sea                        | человек в цилиндре                      |
| 1915 | ф | Его выздоровление                        | His Regeneration                  | танцующий в баре                        |
| 1915 | ф | Зашанхаенный                             | Shanghaied                        | помощник капитана                       |
| 1915 | ф | Вечер в мюзик-холле                      | A Night In The Show               | толстяк на галёрке / Дот, большой певец |
| 1915 | ф | Кармен                                   | Carmen                            | солдат                                  |
| 1916 | ф | Полиция                                  | Police                            | посетитель ночлежки                     |
| 1916 | ф | Обозрение творчества Чаплина в «Эссеней» | The Essanay-Chaplin Revue of 1916 | третий грабитель / метрдотель           |
| 1916 | ф | Контролёр универмага                     | The Floorwalker                   | покупатель                              |
| 1918 | ф | Собачья жизнь                            | A Dog's Life                      | грабитель                               |
| 1918 | ф | Тройная неприятность                     | Triple Trouble                    | посетитель ночлежки                     |
| 1919 | ф | Спросить отца                            | Ask Father                        | охранник у двери                        |